# Швець Віктор Дмитрович
Ві́ктор Дми́трович Шве́ць (нар. 6 січня 1954, смт Борова, Київська область) — український політик, юрист та адвокат. Народний депутат України. Член партії ВО «Батьківщина», обраний членом Президії Політради.

## Освіта
У 1980 році закінчив Київський державний університет імені Тараса Григоровича Шевченка і здобув кваліфікацію юриста. Працював в наукових та науково-дослідних установах.
Професор кафедри кримінально-правових дисциплін та профілактики злочинів Академії управління МВС України, кандидат юридичних наук.

## Кар'єра
З 1982 року працював адвокатом, завідувачем юридичною консультацією, Головою колегії адвокатів в місті Києві.
До обрання народним депутатом України в 2006 році працював Начальником Головного управління нагляду за додержанням законів органами державної податкової служби та на транспорті Генеральної прокуратури України.

## Сім'я
Одружений. Дружина — Швець Ірина Олександрівна, працює в Апараті Верховної Ради України. Донька Юлія (1980) — адвокат. У травні 2007 року Верховною Радою України призначена членом Центральної виборчої комісії.

## Парламентська діяльність
Народний депутат України 5-го скликання з 25 травня 2006 до 12 червня 2007 від «Блоку Юлії Тимошенко», № 31 в списку. На час виборів: начальник головного управління Генеральної прокуратури України, безпартійний. Перший заступник голови Комітету з питань законодавчого забезпечення правоохоронної діяльності (з 18 липня 2006). 12 червня 2007 достроково припинив свої повноваження під час масового складення мандатів депутатами-опозиціонерами з метою проведення позачергових виборів до Верховної Ради України.
Народний депутат України 6-го скликання з 23 листопада 2007 до 12 грудня 2012 від «Блоку Юлії Тимошенко», № 26 в списку. На час виборів: тимчасово не працював, безпартійний. Голова Комітету з питань законодавчого забезпечення правоохоронної діяльності (з 26 грудня 2007).

## Нагороди, державні ранги
З серпня 2007 має ранг державного радника юстиції 3 класу.
Нагороджений Почесною грамотою Верховної Ради України і вищими нагородами та відзнаками Генеральної прокуратури України, Служби безпеки України, Держдепартаменту виконання покарань, Академії управління МВС України.